# Vera Cordeiro
Vera Cordeiro (sinh năm 1950 tại Rio de Janeiro, Brazil) là một doanh nhân xã hội và bác sĩ người Brazil.

## Tiểu sử
Vera Cordeiro làm việc như một bác sĩ đa khoa trong 20 năm tại Bệnh viện da Lagoa, một bệnh viện công phục vụ một số khu vực nghèo nhất của Rio de Janeiro bao gồm Baixada Fluminense (khu ổ chuột đất thấp) và Rocinha (khu ổ chuột lớn nhất châu Mỹ Latinh).
Năm 1991, Vera Cordeiro thành lập Brazil Child Health (Associação Saúde Criança, trước đây là Renascer), có nhiệm vụ là cung cấp hỗ trợ toàn diện cho trẻ em và gia đình của họ sống dưới mức nghèo khổ. Tổ chức này hoạt động kết hợp với các bệnh viện công ở Brazil để thúc đẩy sự bền vững sinh thiết tự bền vững của toàn bộ gia đình. Phương pháp tiếp cận toàn diện của cô thu hút các chuyên gia y tế xác định các gia đình có nguy cơ và huy động cán bộ tình nguyện viên làm việc trực tiếp với từng gia đình để phụ trách việc biến đổi cuộc sống của họ. Mô hình của Saude Criança được coi là có thể giảm tỷ lệ nhập viện 60%, tăng thu nhập của các gia đình được hỗ trợ hơn 35%, và dẫn đến tiết kiệm đáng kể hàng năm chi tiêu công. 23 bệnh viện ở sáu bang của Brazil đã thực hiện phương pháp làm việc của hiệp hội.
Cho đến nay công việc của cô đã trực tiếp thay đổi cuộc sống của 40.000 người nghèo và bị thiệt thòi. Trong những năm gần đây, Tiến sĩ Cordeiro bắt đầu đưa mô hình nhượng quyền xã hội của mình lên một tầm cao mới, làm việc với các nhà hoạch định chính sách y tế để chứng minh hiệu quả chi phí của mô hình của mình như một chiến lược đảm bảo quyền trẻ em và chống đói nghèo. Kết quả là, phương pháp của Tiến sĩ Cordeiro đã được tích hợp vào chính sách công của một trong những thành phố lớn nhất Brazil, Belo Horizonte.
Vera Cordeiro, người sáng lập và CEO của tổ chức, là một thành viên của Ashoka, Schwab Foundation và Skoll Foundation Social Entrepreneur, và là một nhà lãnh đạo Avina.